# Japón en los Juegos Olímpicos de Sídney 2000
Japón estuvo representado en los Juegos Olímpicos de Sídney 2000 por un total de 266 deportistas que compitieron en 28 deportes.  
El portador de la bandera en la ceremonia de apertura fue el yudoca Kosei Inoue.

## Medallistas
El equipo olímpico japonés obtuvo las siguientes medallas:
| Nombre | Deporte               | Competición         |
| --- | --------------------- | ------------------- |
| Oro |                       |                     |
| Naoko Takahashi                                                                                              | Atletismo             | Maratón F           |
| Tadahiro Nomura                                                                                              | Judo                  | –60 kg M            |
| Makoto Takimoto                                                                                              | Judo                  | –81 kg M            |
| Kosei Inoue                                                                                                  | Judo                  | –100 kg M           |
| Ryoko Tamura                                                                                                 | Judo                  | –48 kg F            |
| Plata |                       |                     |
| Shinichi Shinohara                                                                                           | Judo                  | +100 kg M           |
| Noriko Narazaki                                                                                              | Judo                  | –52 kg F            |
| Katsuhiko Nagata                                                                                             | Lucha grecorromana    | 69 kg M             |
| Mai Nakamura                                                                                                 | Natación              | 100 m espalda F     |
| Yasuko Tajima                                                                                                | Natación              | 400 m estilos F     |
| Miya Tachibana Miho Takeda                                                                                   | Natación sincronizada | Dúo F               |
| Juri Tatsumi Yoko Yoneda Yuko Yoneda Rei Jimbo Ayano Egami Raika Fujii Miya Tachibana Yoko Isoda Miho Takeda | Natación sincronizada | Equipo F            |
| Equipo | Sóftbol               | Torneo F            |
| Bronce |                       |                     |
| Kie Kusakabe                                                                                                 | Judo                  | –57 kg F            |
| Mayumi Yamashita                                                                                             | Judo                  | +78 kg F            |
| Miki Nakao                                                                                                   | Natación              | 200 m espalda F     |
| Junko Onishi Masami Tanaka Sumika Minamoto Mai Nakamura                                                      | Natación              | 4 × 100 m estilos F |
| Yoriko Okamoto                                                                                               | Taekwondo             | –67 kg F            |